# Kostel Narození Panny Marie (Písek)

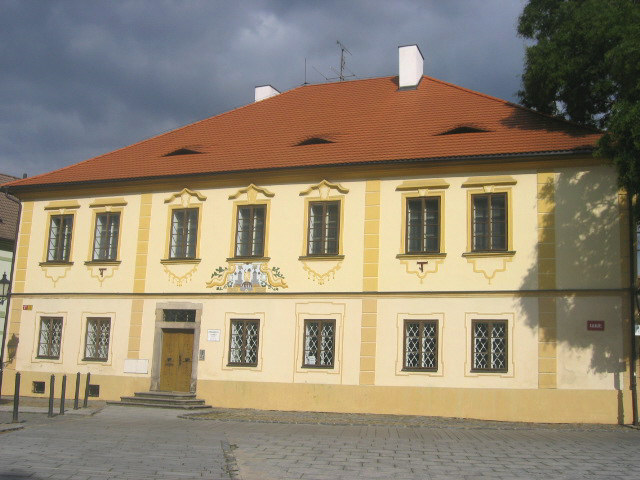
Písecká fara

Římskokatolický kostel Narození Panny Marie je trojlodní bazilika, která se nachází na jižním okraji historického centra v jihočeském městě Písek. Dominantní kostelní věž na jižní straně západního průčelí se stala jako tzv. Písecká věž symbolem celého města.

## Historie
Stavba kostela započala již ve 13. století, ovšem písemné zmínky o kostele jsou až ze 14. století. Kostel je dílem písecko-zvíkovské huti Přemysla Otakara II., která prováděla stavby v celém okolí Písku.

### Počátky stavby
Snad již kolem roku 1240 byla zahájena výstavba presbytáře. Presbytář je zakončen polygonálně a vyztužen opěráky nesoucí tíhu celého zastřešení. Nejprve se postavily obvodové zdi presbytáře společně s východními stěnami bočních lodí. Ještě než došlo na klenutí presbytáře, byl postaven krov, který sloužil zároveň jako ochrana před dešti při klenutí. Presbytář byl ukončen postavením provizorní zdi v místech triumfálního oblouku, aby zde mohly být vykonávány bohoslužby, zatímco se zbytek kostela dostavoval.
Následovala výstavba dvou kostelních věží, které byly umístěny do nároží západního průčelí hlavní lodi. Při výstavbě věží se rozestavěly obvodové zdi trojlodí, přičemž do severní stěny byl rovněž vybudován vstupní portál do kostela. Po dokončení obvodových zdí vedlejších lodí, sakristie na severní straně presbytáře a mezilodní arkády se celý prostor zastřešil pultovou střechou, zaklenul a mohla být stržena provizorní zeď postavená v triumfálním oblouku. Celou stavbu poté vysvětili pravděpodobně v 60. letech 13. století.

### Následné úpravy kostela

#### 14. století
Nedlouho po ukončení stavby se k jižní stěně presbytáře vystavěla mariánská kaple, která dnes slouží jako sakristie (původní sakristie byla stržena v polovině 19. století). Přibližně v druhé polovině 14. století byl prolomen druhý vstup v západním průčelí, který je dodnes osazený hrotitým portálem.

#### 15. století
Roku 1489 se podle nápisu nad západním portálem děkanského kostela začala stavět nová věž v jihozápadním nároží hlavní lodi. Zároveň byly vyměněny oba vstupní portály, které ještě téhož roku dokončil mistr Mikuláš Písecký.

#### 16. století
Roku 1555 do vyšší z věží udeřil blesk a ta do základů vyhořela, současně se roztavily původní zvony. Při následných opravách se vyměnily pultové střechy bočních lodí za trojici příčných stanových stříšek, které navazují v průčelí na nově vystavěné renesanční obloučkové štíty. Rovněž došlo k rozšíření oken v obou bočních lodích. Na věž místo sedlové střechy, kterou nesla před zásahem blesku, vystavěli báň, neboli cibulovou střechu. V první polovině 16. století byla do západního pole hlavní lodi vestavěna varhanní kruchta a při té příležitosti byl také upraven vstup na ni, který zajišťovala schodišťová přístavba v jižním sousedství západního portálu. Na jih od kostela se již od počátku výstavby nalézal hřbitov, který byl roku 1549 pro nedostatečné místo přesunut za hradby města.

#### 18. století
V roce 1726 byla před severní vstupní portál přistavěna předsíň obdélníkového půdorysu (v polovině 19. století zbořena). Roku 1728 byla rozšířena gotická okna umístěné v lodi a celý prostor byl vymalován. Roku 1741 byla také menší z věží osazena novým krovem s bání. Velká změna proběhla roku 1741–1743 při barokní dostavbě kaple sv. Jana Nepomuckého, která byla připojena k jižnímu průčelí vedlejší lodi (připojena v místě vstupního portálu na původní hřbitov) a vysvěcena později roku 1746. Roku 1778 byly strženy střechy obou věží následkem silného větru. Téhož roku byl kostel zbaven ohradní zdi, která vymezovala pozemek kostela.

#### 19. století
V letech 1855–1856 probíhaly stavební úpravy, kdy místo starého schodiště na kruchtu postavili nové v síle průčelního zdiva severní věže. Také došlo k odstranění původní sakristie na severní straně presbyteria a byla zbořena malá předsíň před severním vstupem. Roku 1858 byla po požáru severní věž opravena do nynější podoby. Od roku 1860 jsou na jižní věži umístěny věžní hodiny, které byly přeneseny ze zbořené věže Píseckého hradu. Regotizace podle návrhu Josefa Mockera proběhla v roce 1886.

#### 20. století
Ve dvacátém století došlo k velké rekonstrukci kostela a to přesněji roku 1929. Kostel byl v dezolátním stavu. Například v severní věži se nalézaly velké trhliny, které podivuhodně nezpůsobily její zboření. Při opravách byl vyměněn skoro celý krov střechy, až na část mezi věžemi, která patřila k nejstarší části (vynesena při stavbě jižní věže). Dále také došlo k nanesení omítky po celém exteriéru kostela. Větší část byla do té doby omítkou neprokryta až na kapli sv. Jana Nepomuckého a jižní věž, na které byla znatelná barokní úprava.

## Exteriér

### Západní průčelí
Vstupní portál kostela je hrotitý a orámován kvádrovým polem pocházejícím z dob výstavby velké věže. Nad ním se nachází reliéfní nápisová deska, na níž je text stavaře Mikuláše Píseckého, který informuje o dokončení věže. Nápisovou desku lemují reliéfní polopostavy. Lze se domnívat, že je zde vyobrazen sám stavitel Mikuláš Písecký, pod nímž se nachází reliéf znaku města. Dále se lze domnívat, že jsou zde vyobrazeni panovník Vladislav II. Jagellonský společně s jeho synem Ludvíkem, čemuž může napovídat umístění znaku tehdejšího Českého království pod těmito reliéfy.
Okno nad tímto portálem má tvar lomeného oblouku a okraje jeho špalety jsou obohaceny sakrálními reliéfními postavami. Zleva to je anděl (atribut evangelisty Matouše), andělé držící dnes už uražený kalich, Kristus žehnající kalichu, orel (atribut evangelisty Jana), býk (atribut evangelisty Lukáše a lev (atribut evangelisty Marka). Pod reliéfní deskou Korunované Panny Marie s dítětem napravo od okna dříve ústilo schodiště na kruchtu. Výše, skoro rovnoběžně s patou štítu, je reliéf s polopostavou Bolestného Krista. Kristus měl v rukou kalich, který je dnes již uražen. Zcela nahoře ve štítu je osazen reliéfní znak města Písku.
Těsně vedle portálu se nalézá vstup na varhanní kruchtu, na jehož schodiště vede malé obdélníkové okénko uprostřed severní věže. Celé schodiště vede v zesíleném zdivu severní věže, které je ukončené ve výši římsy.

### Písecká věž
Na jihozápadním nároží kostela je postavena monumentální věž, která měří 74 m, a je ukončena barokní cibulovou bání z roku 1805. Pod cibulovou bání se nachází ochoz s kružbovým zábradlím a z každé strany věžní hodiny. Za povšimnutí stojí pravidelná bosáž na rozích věže, kterou doplňuje nepravidelné horizontální členění římsami, dělícími věž na pět částí. Nejvyšší, pátá část, je z každé strany doplněna o hrotitá okna s profilovaným ostěním. Ve věži se v úrovni ochozu ve výšce 42,5 m už od 18. století nalézá původní byt hlásného, tudíž věž sloužila k zaznamenání blížícího se nebezpečí a doplňovala hradební obranný systém. Zdi této věže dosahují šířky až 3,8 metru. Později byl postaven nový vchod, čímž na věž vede cesta jižní věží a půdou kostela. Výjimečností věže také je, že má černou kuchyni (dodnes jsou na báni věže vidět zbytky původního komínu).
Věž má několik pater. V jednom z nich jsou k vidění zvony. Dřívější zvony padly za oběť válečným rekvizicím v době první a druhé světové války (1917, 1942). Dlouhá léta na věži visel pouze zvon „Hrana“ ze zvonice svatotrojického kostela. Až teprve počátkem devadesátých let 20. století byly odlity zvony Panna Marie (1991) a Sv. Cyril a Metoděj, Sv. Václav a Mistr Jan Hus (1992). Pocházejí ze zvonařské dílny Marie Tomáškové-Dytrichové z Brodku u Přerova.
V roce 1989 oslavila věž 500 let od svého založení a začaly se objevovat hlasy volající po otevření věže pro veřejnost. V roce 2008–2009 došlo k plánované úpravě prostoru Na Bakalářích a také k natření fasád věže. Nakonec začátkem roku 2009 došlo k počátku dlouho plánované rekonstrukci, jejímž cílem bylo zpřístupnit věž veřejnosti. Slavnostní otevření se uskutečnilo 26. srpna 2009 v 10 hodin a od té doby je věž přístupná pro objednané skupiny po deseti lidech s odborným doprovodem.

### Jižní průčelí
Na jižním průčelí se připojuje k boční lodi kaple sv. Jana Nepomuckého. Pravděpodobně původní raně gotický portál byl z místa připojení přenesen více na západ boční lodi, kde přiléhá k jižní věži. Okna kaple jsou jednoduchého tvaru, nestejné velikosti. Dalším zásahem do původního půdorysu je Mariánská kaple (dnes sloužící jako sakristie), která mírně předstupuje před boční loď a její střecha dosahuje pod římsu hlavní lodi. Sakristie má vlastní vchod na východní straně, prolomený až roku 1723.

### Východní průčelí
Východní strana je tvořena polygonálním zakončením presbytářem, který zpevňují jednou odstupňované opěráky. Svou výškou opěráky dosahují jen poloviny výšky hlavní lodi a jsou zakončeny sedlovými stříškami (kromě opěráku na nejsevernější straně, který byl součástí zdi původní sakristie). Mezi opěráky jsou prolomena gotická okna s lomeným obloukem. Presbyterium završuje sanktusová věžička, která nese dva zvony. V ose presbyteria byl před rokem 1727 prolomen vstup, viditelný na dobových fotografiích,který je patrný dodnes navzdory jeho zazdění roku 2001.

### Severní průčelí
U severní strany presbyteria chybí zbořená původní sakristie, po které je na místě patrný zazděný vchod a malé výklenky. Výklenky jsou patrně z dob, kdy z původní sakristie vedlo schodiště do podzemní části presbytáře. Tento prostor pravděpodobně sloužil jako kostnice, čemuž může odpovídat umístění hřbitova u kostela. Také přímo pod sakristii byla vyhloubena místnost, která sloužila k uložení kněžských věcí. Mohly zde být umístěny i hodnotné věci náležící kostelu pro případ rabování, ovšem jakožto husitskému kostelu se rabování úspěšně vyhýbalo. Po vystavění nové sakristie sloužila jako sklep pro uchování potravin.
Na této straně je v severní stěně presbytáře široké vitrážové okno, které bylo rozšířeno mezi lety 1886-1887 vybořením parapetu z malého okna podobnému těm, co se nalézají nad bočními loděmi. K rozšíření došlo po odstranění původní sakristie. Boční loď prošla renesanční úpravou, kdy na střechu boční lodi byly přidány tři štíty. Štíty jsou tvořeny třemi obloučky, které u větších štítů jsou vizuálně podepřeny okosenými pilastry a navíc obloučkovou archivoltou. Uprostřed boční lodi se nachází odstupňovaný vstupní portál. Poblíž vstupního portálu stojí kamenný kříž Ukřižovaného, který byl přenesen ze hřbitova sv. Václava roku 1967 a vyměněn za původní dřevěný kříž.

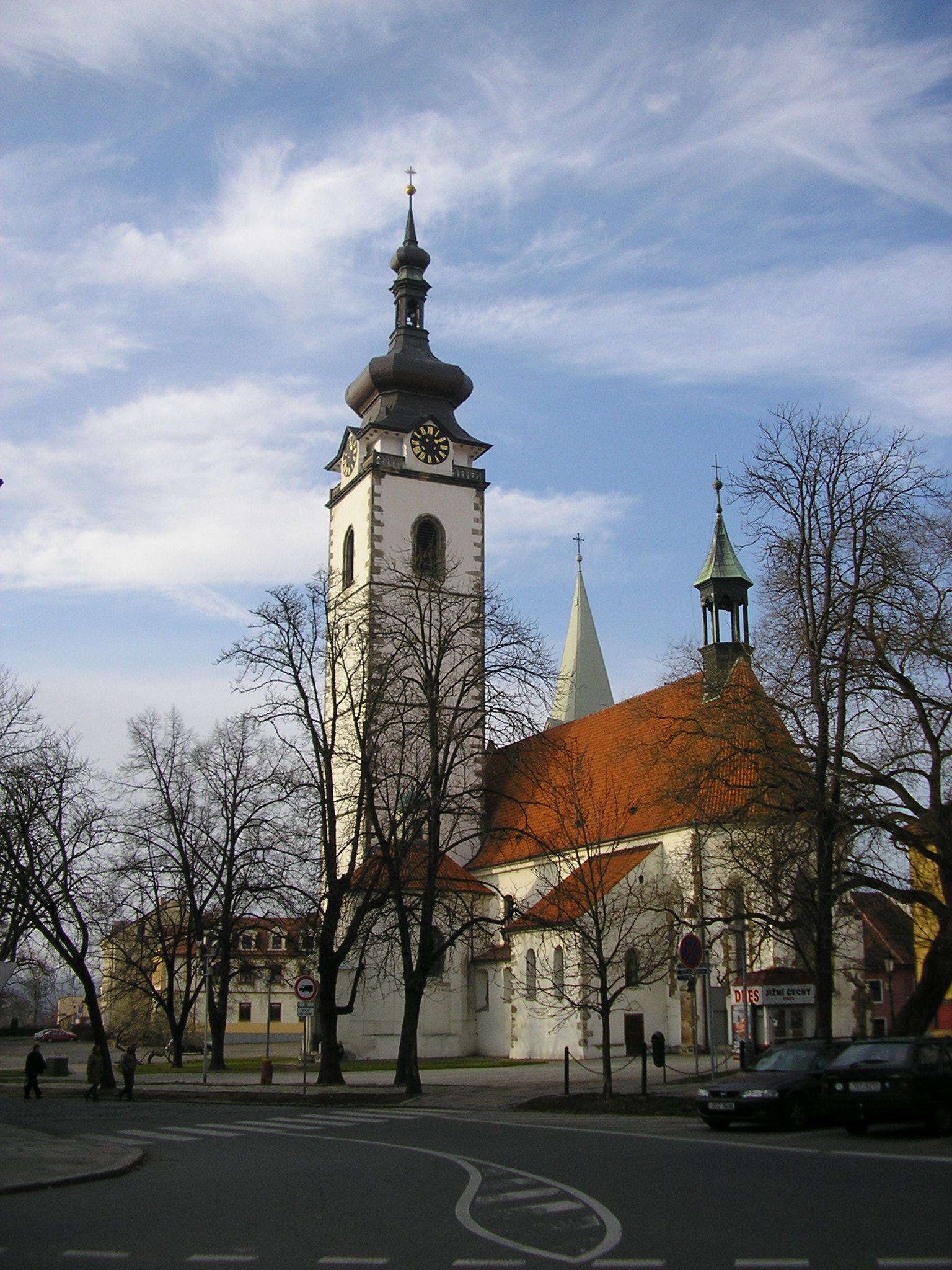
Kostel Narození Panny Marie v Písku
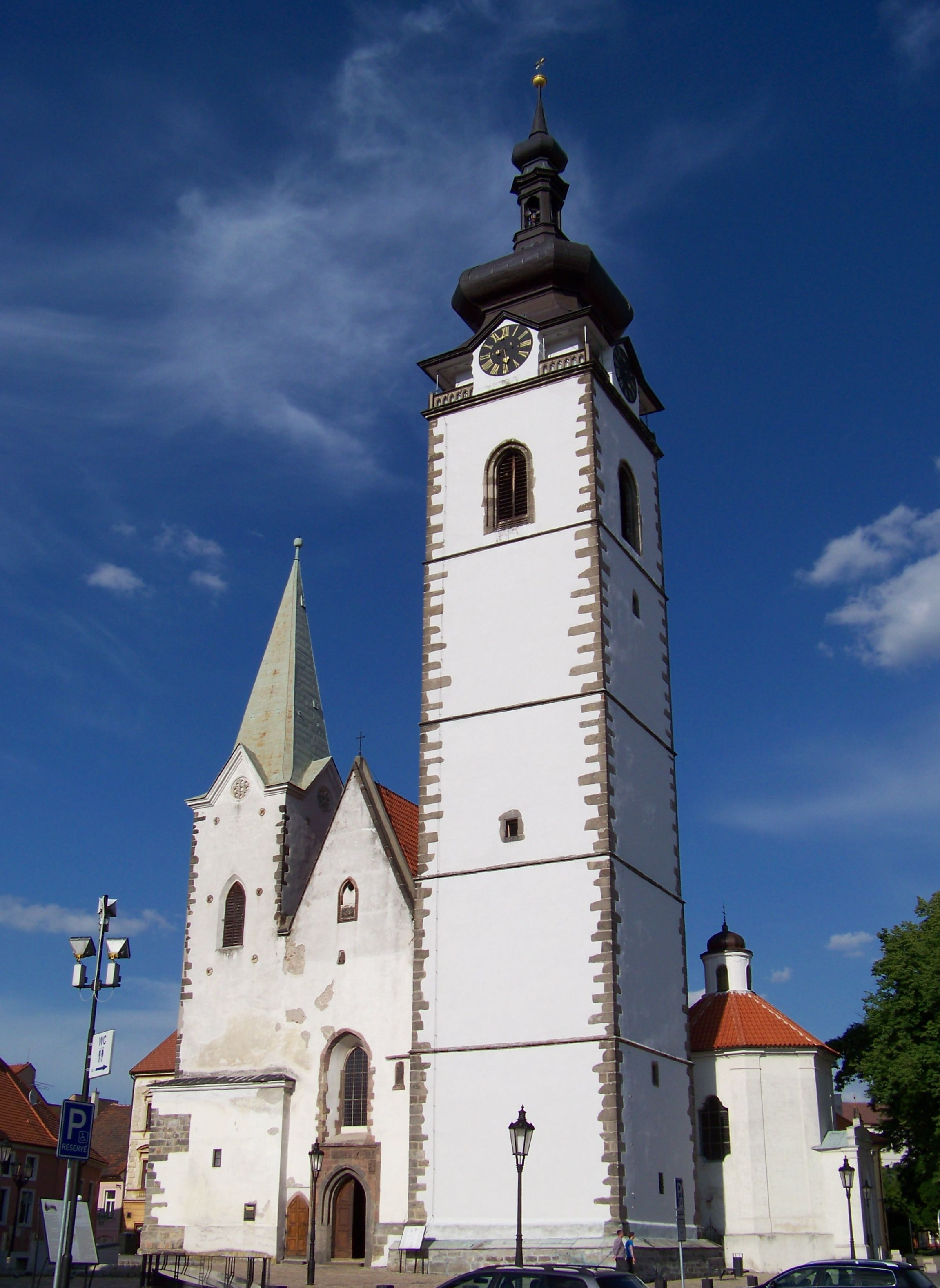
Západní průčelí
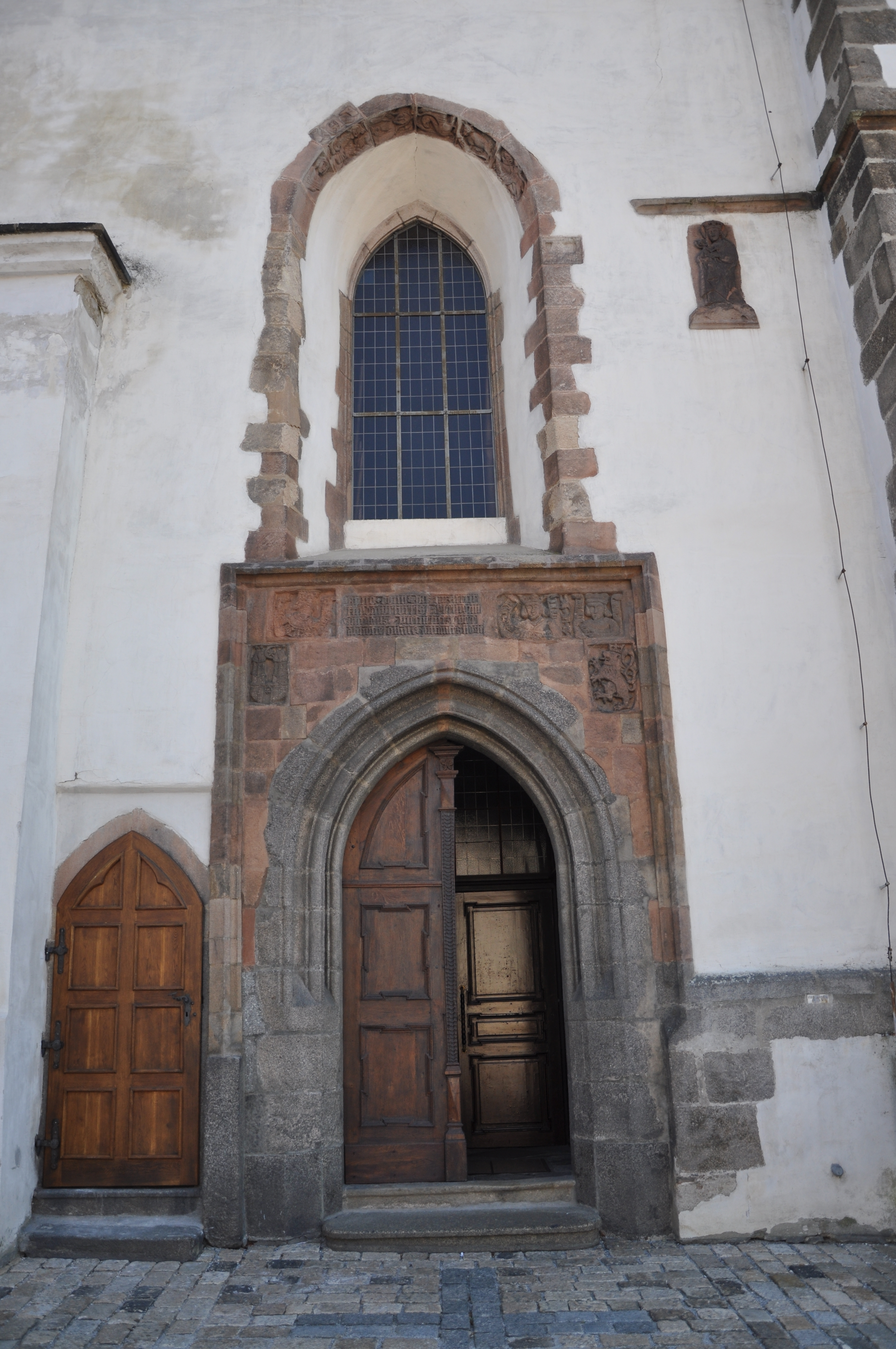
Vstupní portál v západním průčelí
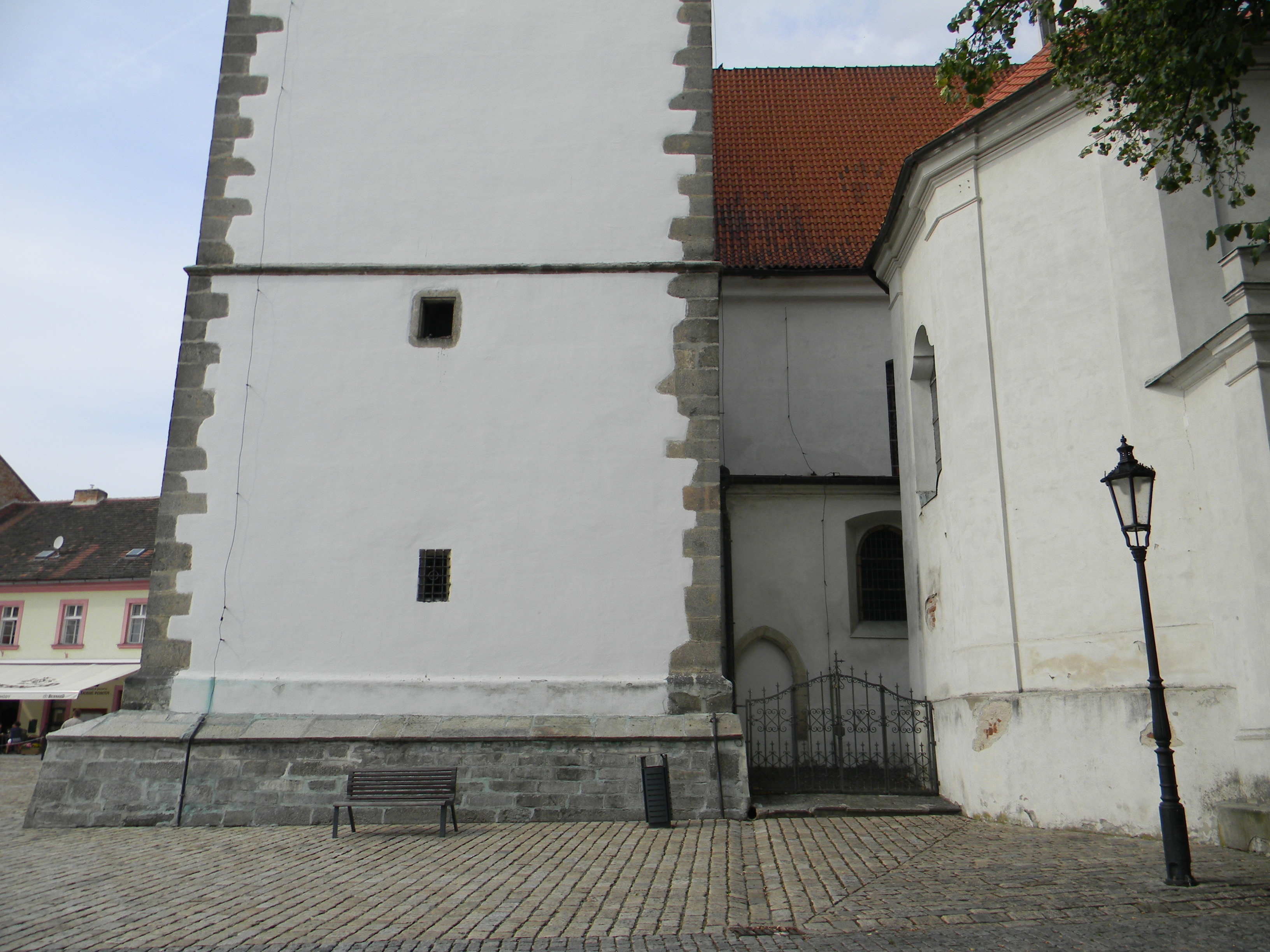
Jihozápadní průčelí
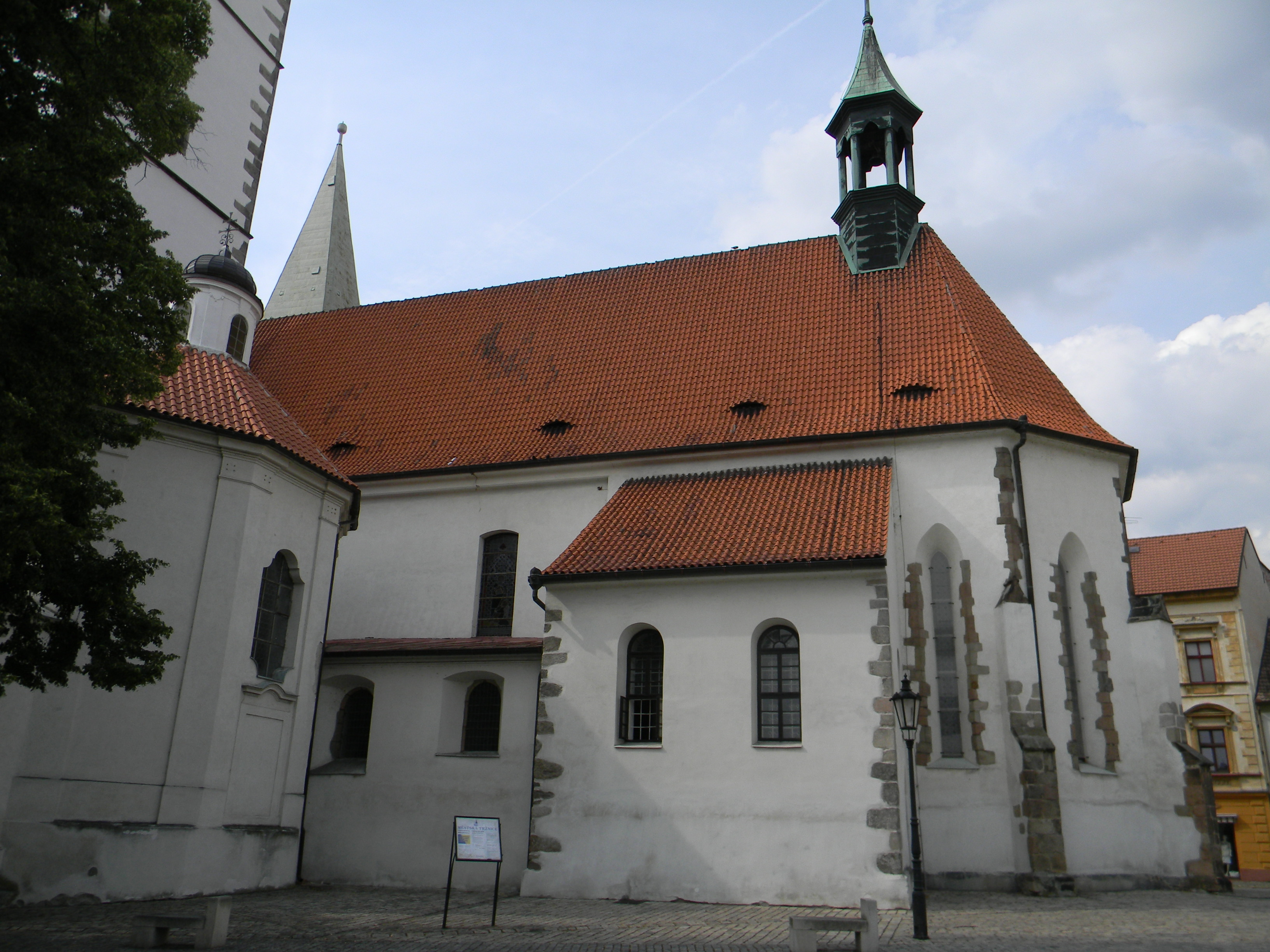
Jihovýchodní průčelí
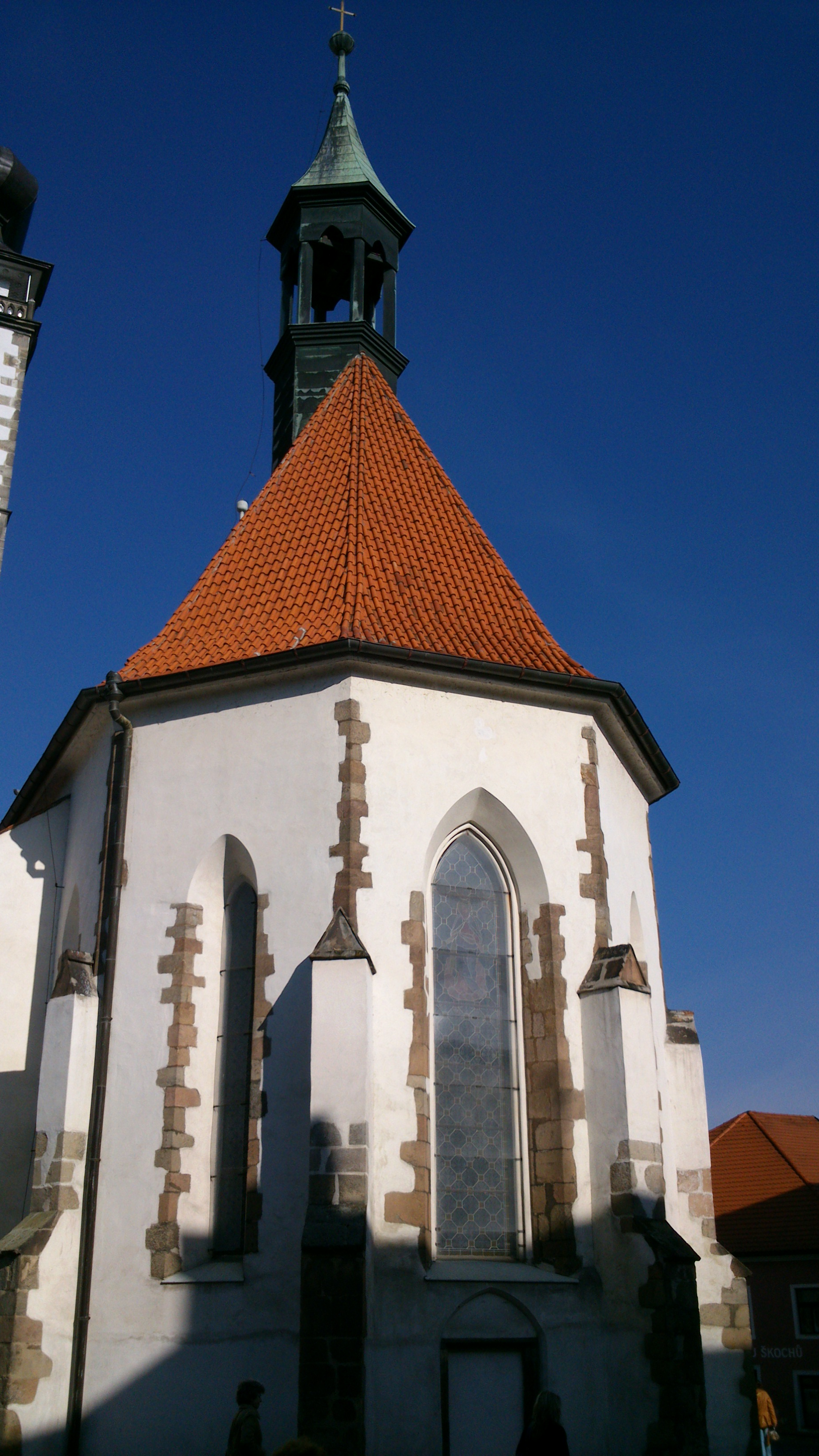
Východní průčelí
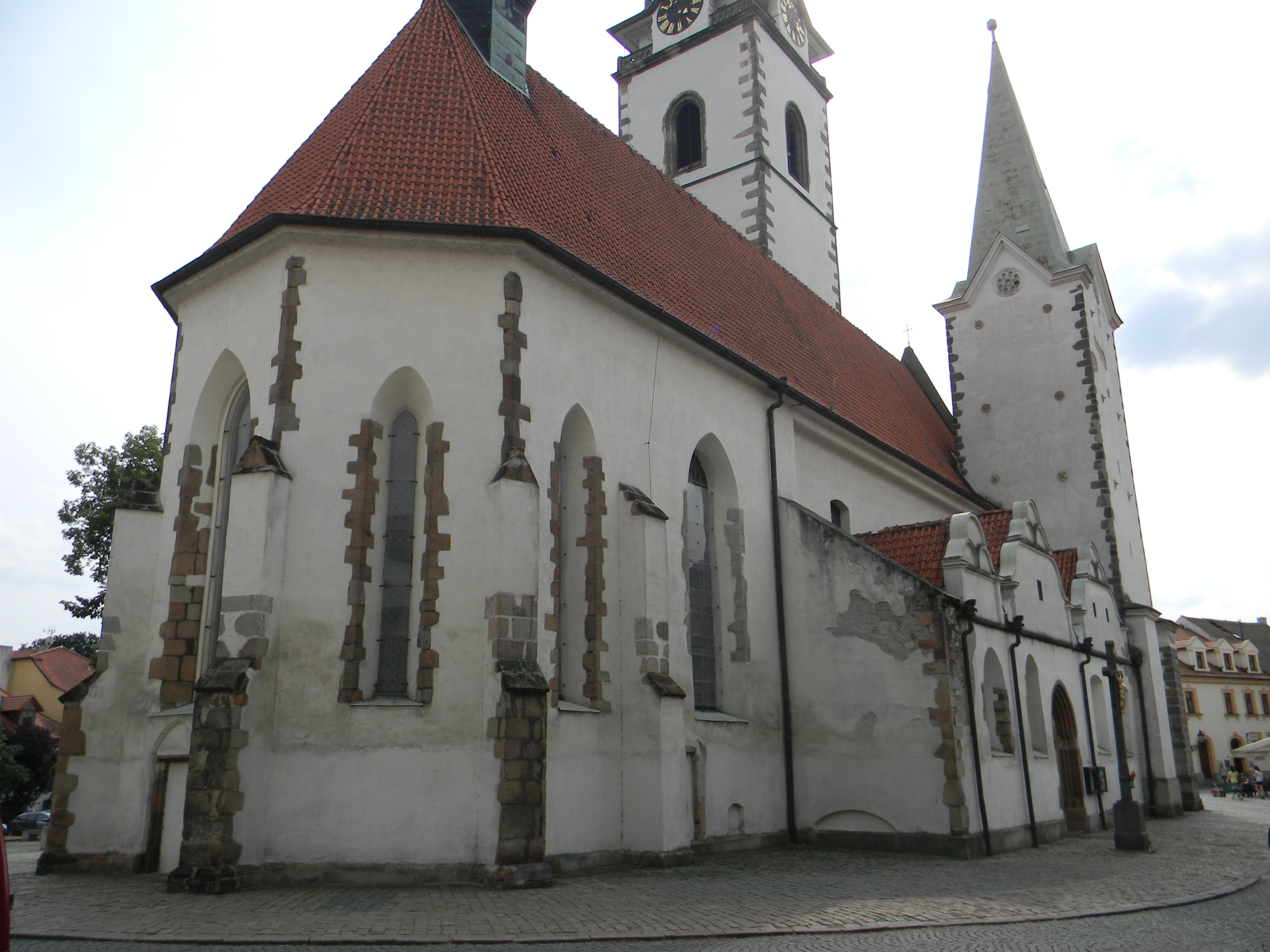
Severovýchodní průčelí
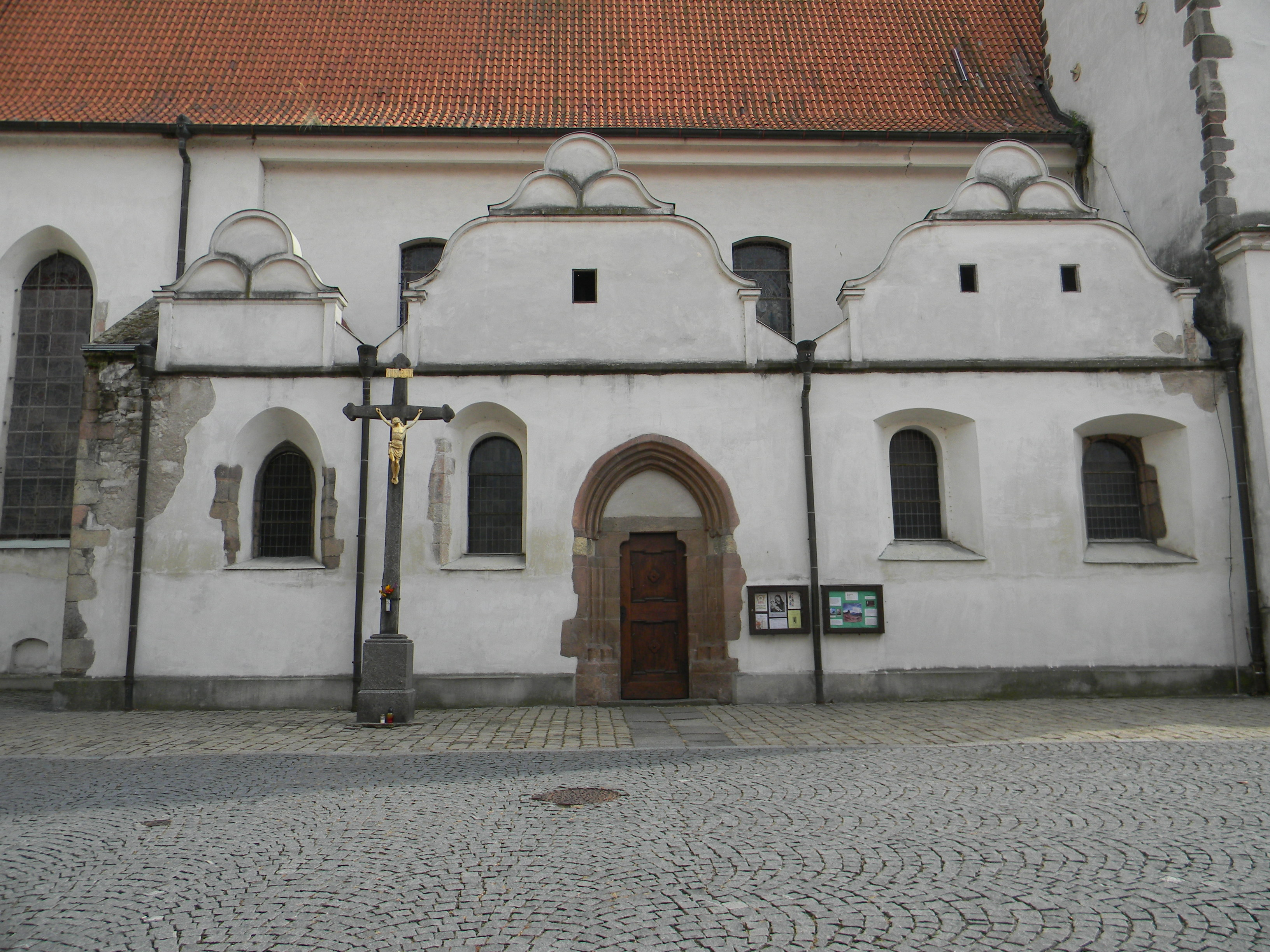
Severní průčelí

## Interiér
Celá trojlodní bazilika byla zřejmě postavena podle kvalitně zpracovaného projektu. U kostela byl použit tzv. vázaný systém, kdy délce jednoho pole hlavní lodi odpovídají dvě pole vedlejších lodí, respektive dvě mezilodní arkády.

### Presbytář
Velikost odpovídá jednomu poli hlavní lodi, které je prodlouženo pětibokým ukončením. Polygonální zakončení je paprsčitě zaklenuto s jednoduchým svorníkem bez výzdoby. Druhý svorník v západní části je již ozdoben radiálně seřazenými částečně se překrývajícími laločnatými listy. Světlo přivádějí lomená okna, z nichž osové okno je znatelně větší. Severní okno, které bylo rozšířeno po zboření původní sakristie, je vyplněno vitráží sv. Václava z roku 1900 a velikostí se dá srovnávat s osovým oknem. Vitráž zobrazuje sv. Václava na koni, nad ním sedící Pannu Marii s Ježíškem a celou scenérii završuje dvojice andělů držící svatováclavskou korunu. Ostatní okna jsou vyzdobena jen vegetabilními vzory. Přilehlé pole je zaklenuto žebrovou klenbou navazující na redukované přípory ukončené konzolami. Ty mají jednoduché vegetabilní a geometrické motivy. Tvary hlavic jsou jednoduše profilované s výjimkou hlavice v jihovýchodním koutu, jež zdobí vegetabilní vzor.
Přesně pod podélným žebrem polygonálního zakončení stojí neogotický hlavní oltář z dílny Josefa Krejčíka z roku 1887. Zajímavostí je, že je zde Panna Maria vyobrazena jako dítě se svými rodiči, na rozdíl od tradičního zobrazování jako např. na vitráži. V těsné blízkosti triumfálního oblouku se nachází gotický sedlový portálek, který vede do dnešní sakristie kostela.
Triumfální oblouk je z každé strany řešený rozdílně, jak odpovídá stavebnímu vývoji chrámu. Zatímco ze strany hlavní lodi žebra končí na konzolách, tak zde se nachází kompletní vyhotovená přípora. Na jižní straně se v triumfálním oblouku nachází krucifix, který zde byl umístěn po jeho nahrazení kamenným křížem u severního portálu.

### Hlavní loď
Taktéž hlavní loď je zaklenutá žebrovou klenbou, která nasedá na redukované přípory. Masivní pilíře a vypracování mezilodních arkád působí poněkud těžkopádným dojmem. Přípory končí na pilířových římskách, z kterých vychází kvádrové desky do lomeného oblouku. Vždy nad dvojicí mezilodní arkády, odpovídající velikosti jedné části hlavní lodi, přináší světlo do prostoru okno prolomené nad boční lodí, což je typický prvek bazilikálních staveb.
V západní části lodi se nalézá hudební kruchta s varhanami, které darovala písecká občanská záložna roku 1902. Svým vzhledem vytvářejí harmonický protějšek k hlavnímu oltáři. Hned po vstupu do kostela upoutá snížený prostor pod kruchtou, který byl zaklenut taktéž křížovou klenbou.

### Vedlejší lodi
V nejvýchodnější části jižní lodi se nachází oltář Panny Marie Písecké. Po levé straně oltáře jsou ve stěně prolomena dvě jednoduchá okna s valenou klenbou a postupně se rozšiřujícím ostěním. Přímo uprostřed lodi se nalézá vchod do kaple sv. Jana Nepomuckého, jejíž vyvýšený prostor je spojený s vedlejší lodí sedmi schody. Dostavba monumentální jižní věže zasáhla do podoby vedlejší lodi. Za zmínku stojí setkání mezilodní arkády a stěny věže, kde je klenutí přerušeno několik desítek centimetrů od pilíře a vzniká tak nevyužitelný tmavý prostor poblíž příhodně nazvanému oltáři Panny Marie Bolestné.
Severní loď je už méně narušena přestavbami. V pohledu od oltáře sv. Vojtěcha se po pravé straně nachází jednoduchá okna s valenou klenbou a rozšiřujícím se ostěním. Uprostřed lodi nalezneme severní portál. V západní části jsou rozšířené pilíře nesoucí tíhu severní věže a také varhanní kruchty. Zajímavé je napojení mezilodní arkády a varhanní kruchty, kdy arkáda převyšuje kápi křížové klenby varhanní kruchty a většina prostoru arkády je tak zastavěna.

### Vybavení
Kněží využívají hlavní oltář jako obětní stůl, ambon pochází z roku 2002. Hlavice ambonu variují motiv použitý u kazatelny, která je momentálně rozebraná a uložená v depozitáři.
V hlavní a vedlejší lodi stojí dřevěné barokní lavice pro věřící.

### Oltáře a malby
Na jednom z lodních pilířů byly záznamy o četných oltářích s ostatky svatých (např. sv. Jakuba, sv. Petronily, sv. Prokopa, sv. Hedviky, roku 1303).
Dnes stojí za zmínku oltáře v severní lodi. V její východní části nalezneme oltář sv. Vojtěcha z roku 1882, který navrhl slavný restaurátor a architekt Josef Mocker. Oltář sv Terezie, který vyřezal řezbář Josef Havrda v roce 1882, se nalézá pod schodištěm na kruchtu. Na rozhraní severní a hlavní lodi je umístěna malba Trůnící Madona s Ježíšem korunovaná dvěma anděly pocházející z roku 1270.
Na rozmezí jižní a hlavní lodi je již zmíněná freska Ukřižovaní s Pannou Marií a sv. Janem z roku 1270. Hned vedle ní stojí oltář Panny Marie Písecké z poloviny 14. století. Originální obraz Panny Marie Písecké byl za záhadných okolností odcizen a od roku 1975 je zde umístěna kopie původního obrazu. Malba Krista Trpitele s Pannou Marií a sv. Jakubem z roku 1330 je doplněna o vyobrazení rodiny donátora. Malba Snímání z kříže vznikla okolo roku 1310. Obě malby jsou umístěny na pilíři v mezilodní arkádě. Na konci jižní lodi přiléhá barokní oltář Panny Marie Bolestné k mohutné zdi věže. Pochází z roku 1692, avšak Pieta, která se zde nachází, sem byla přesunuta z kostela sv. Trojice roku 1820.

### Fotogalerie

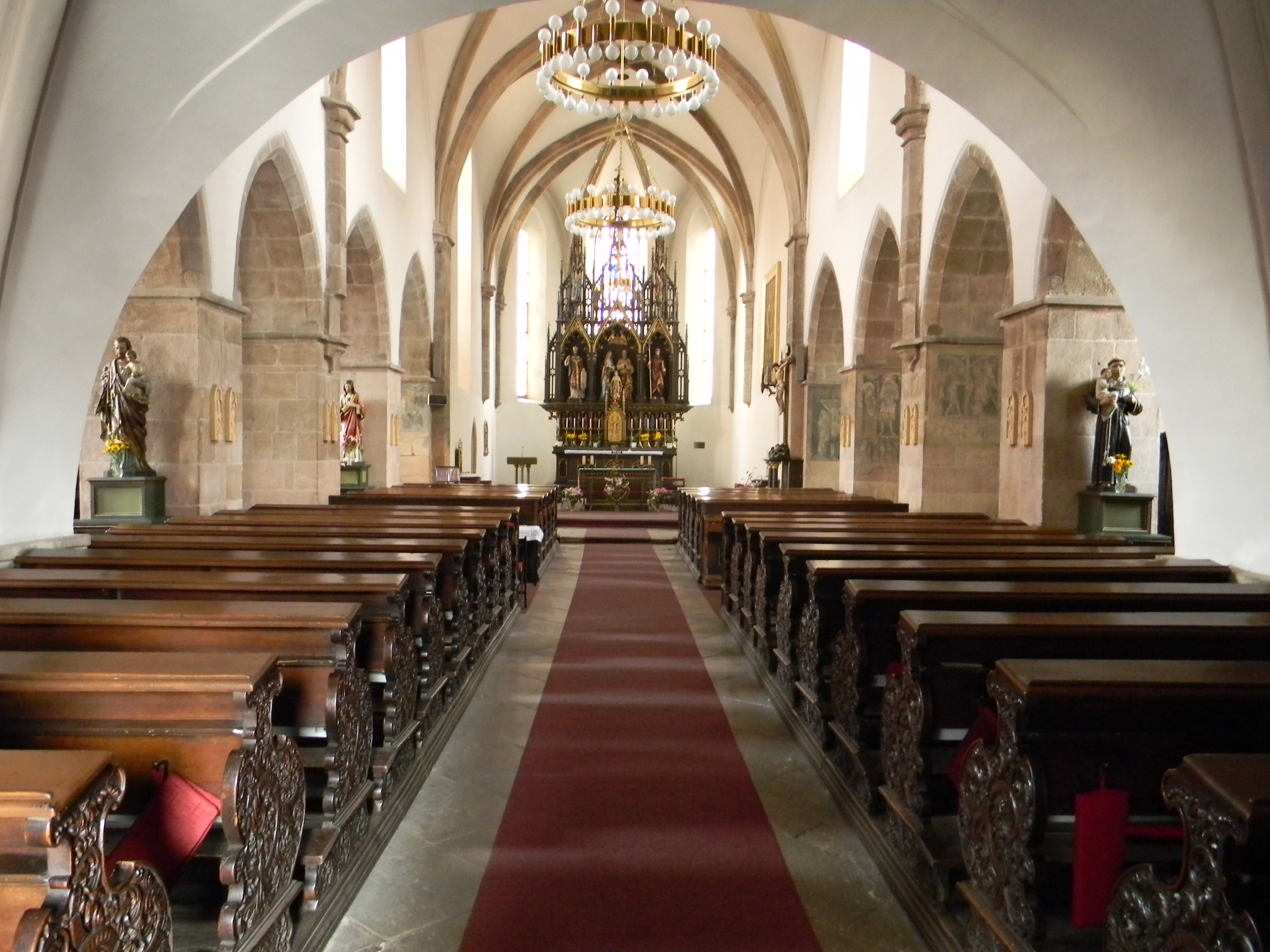
Hlavní loď od vstupního portálu
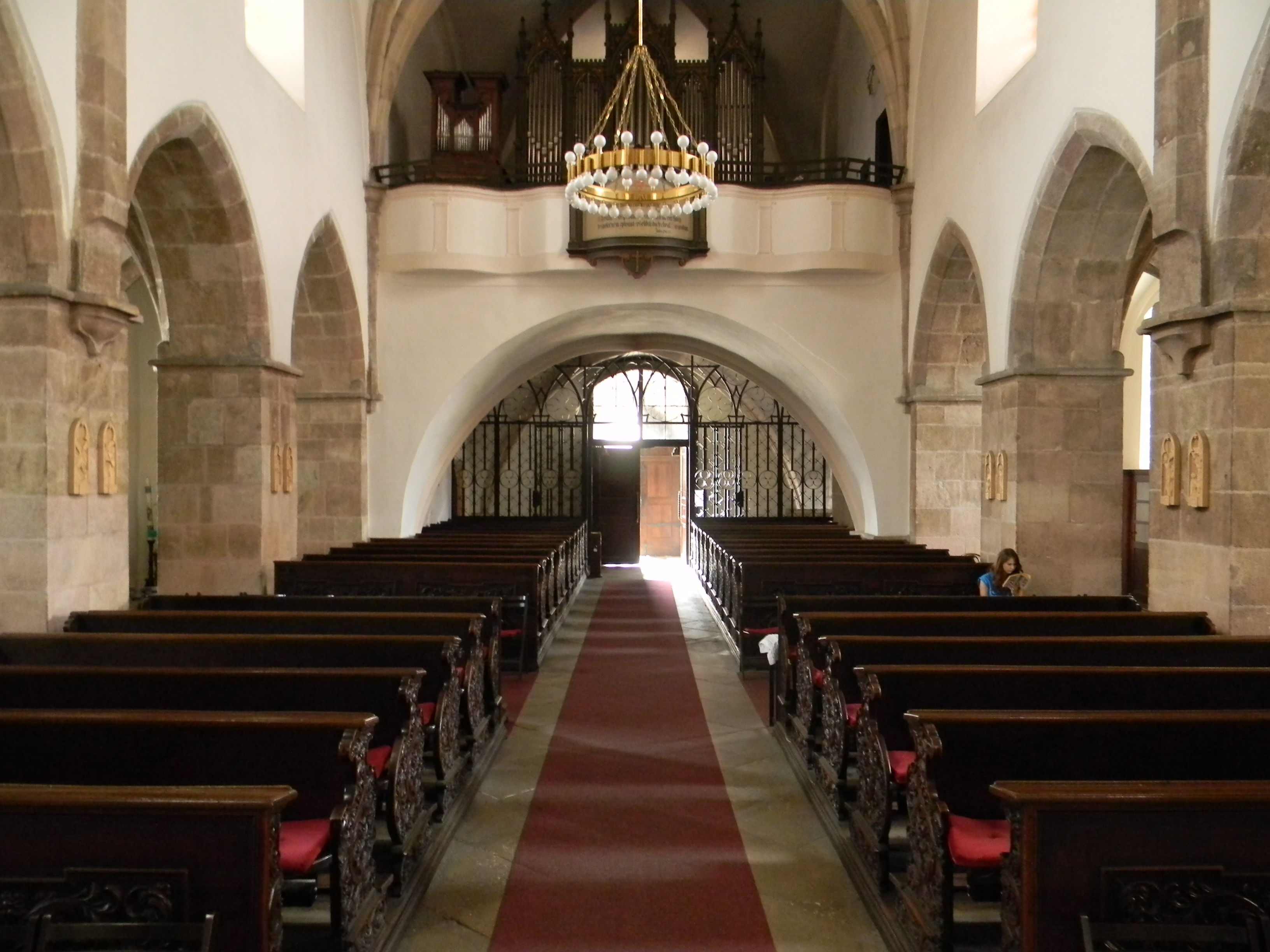
Hlavní loď od presbytáře
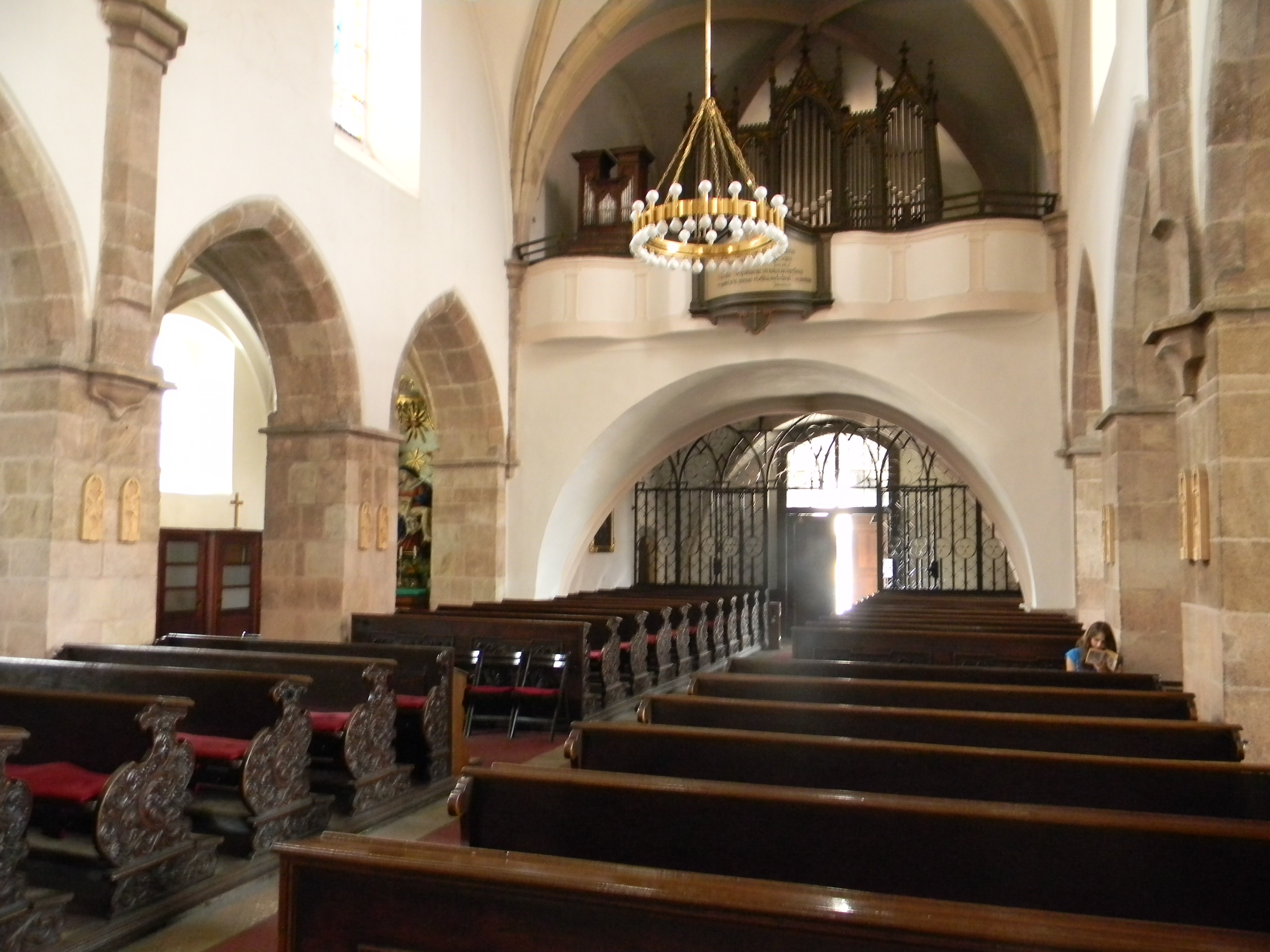
Interiér hlavní lodi od presbytáře
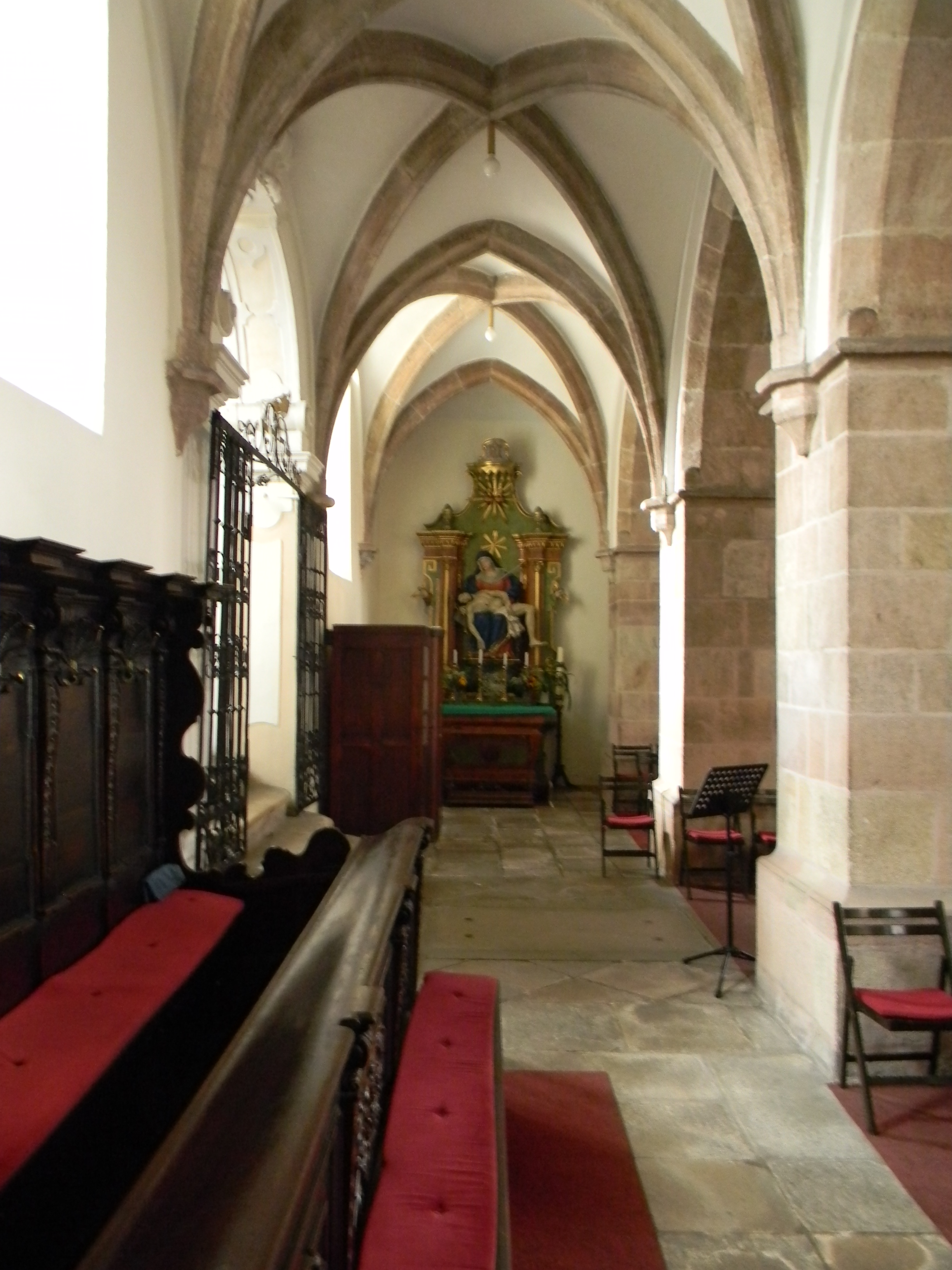
Vedlejší loď od oltáře Panny Marie
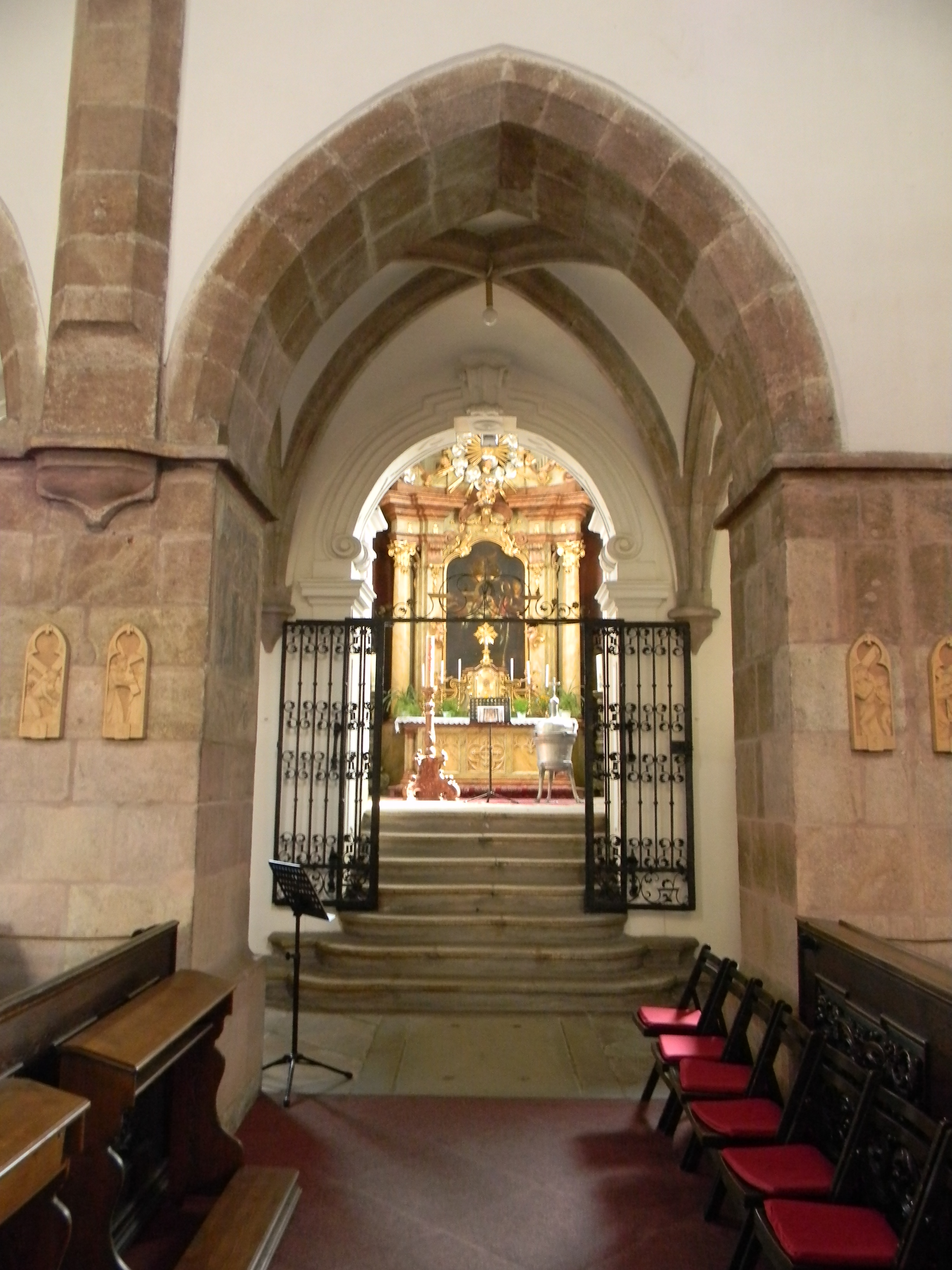
Napojení kaple Sv. Jana Nepomuckého
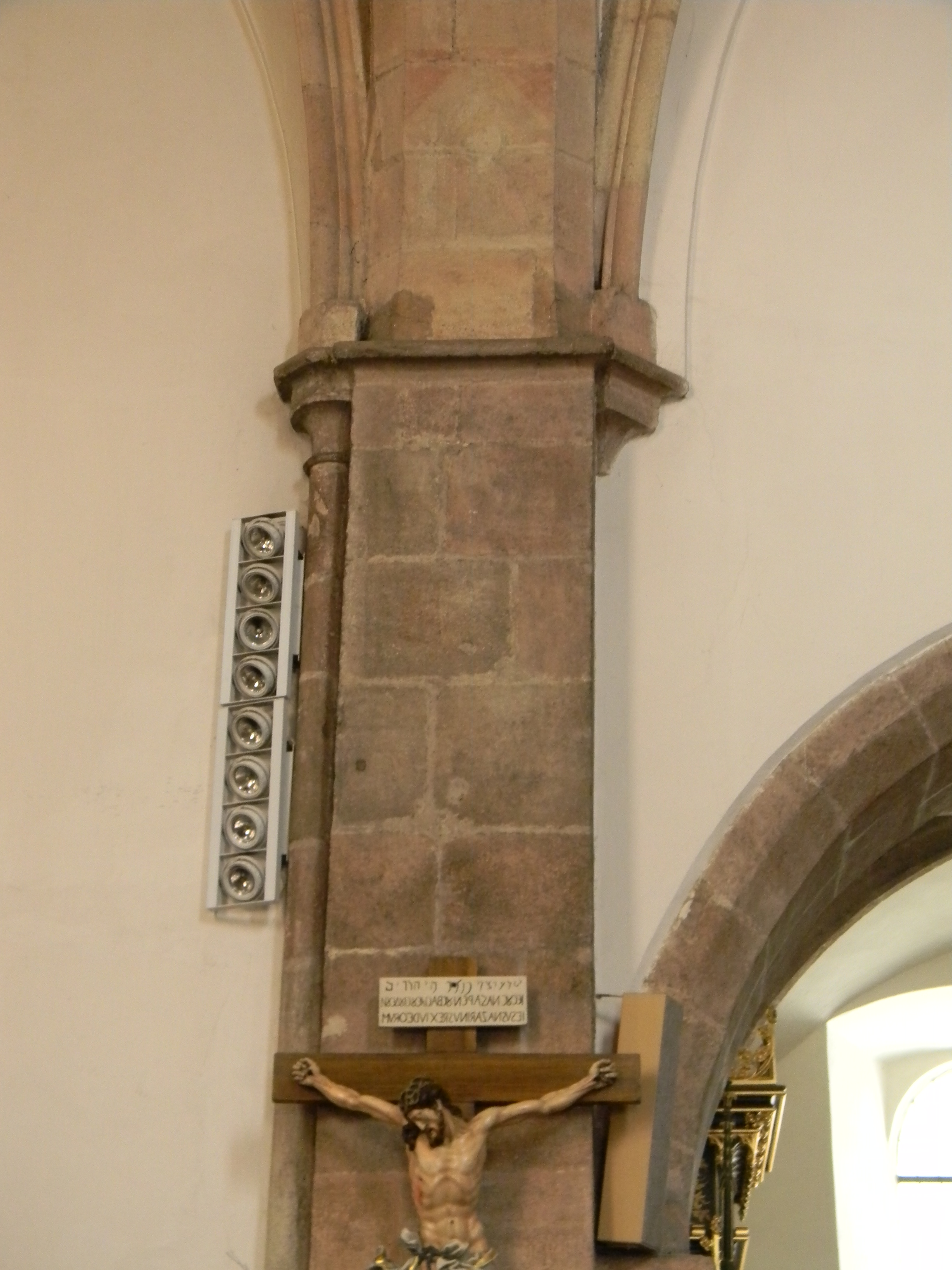
Detail triumfálního oblouku
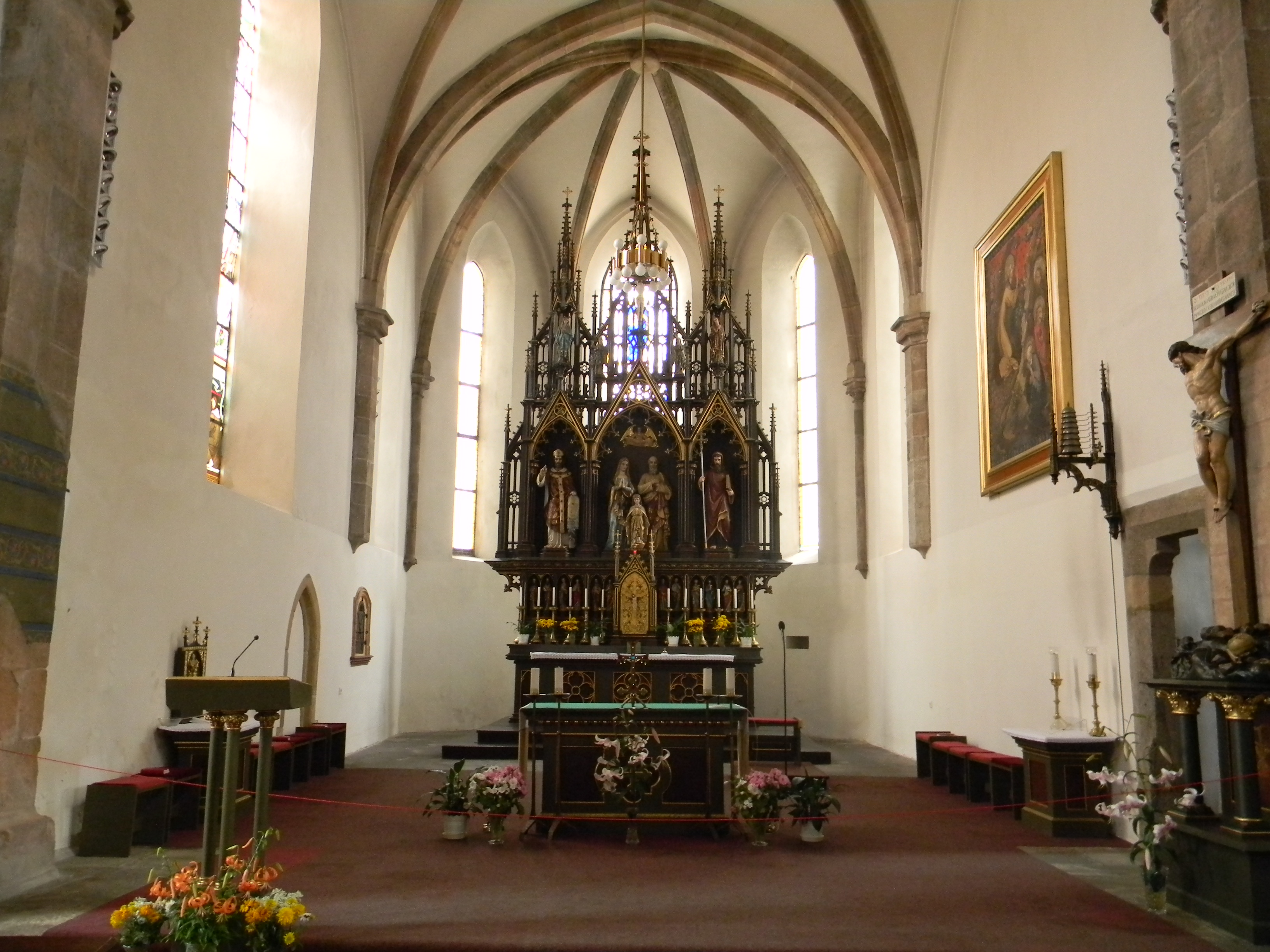
Hlavní oltář
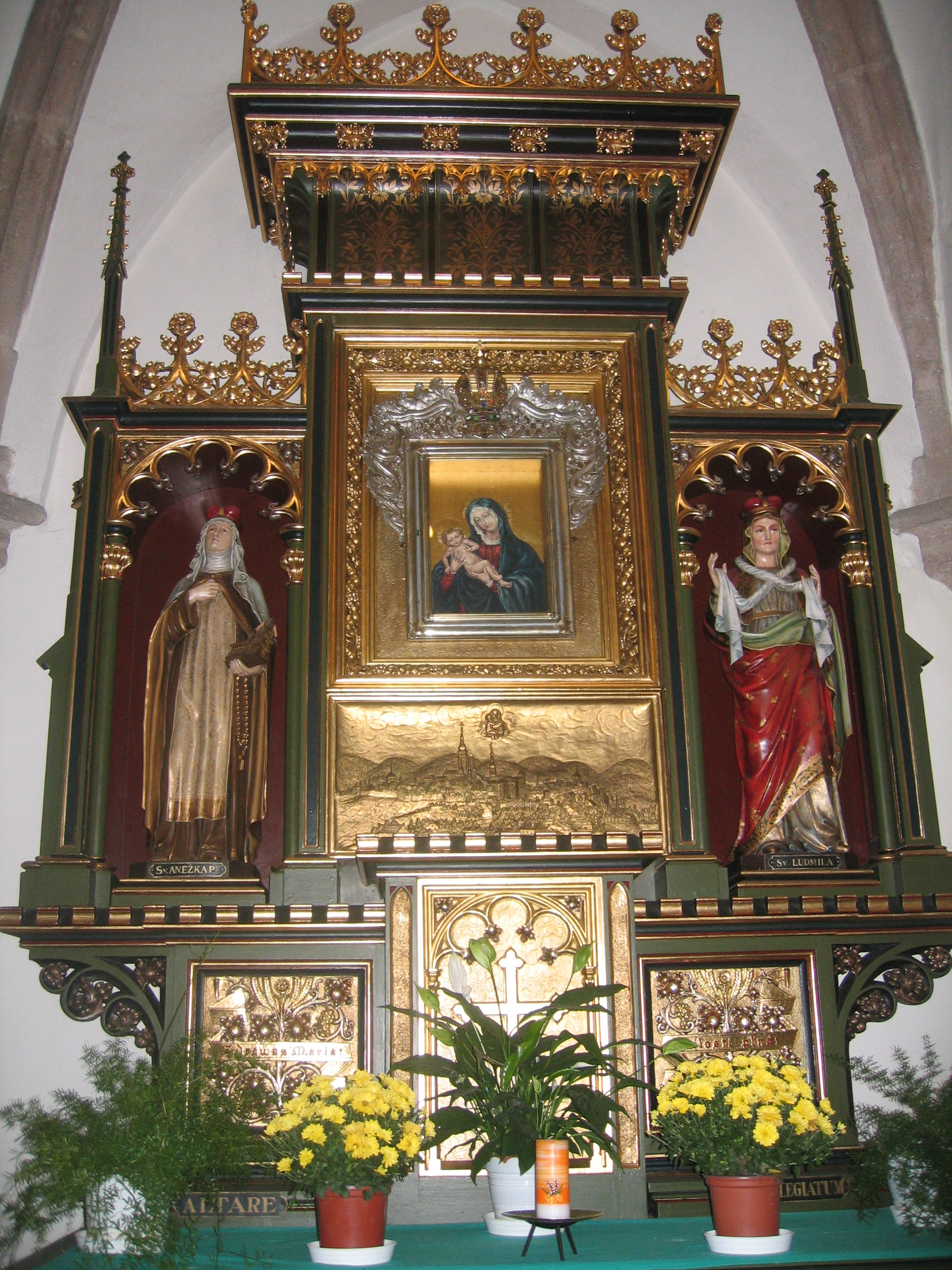
Oltář Panny Marie
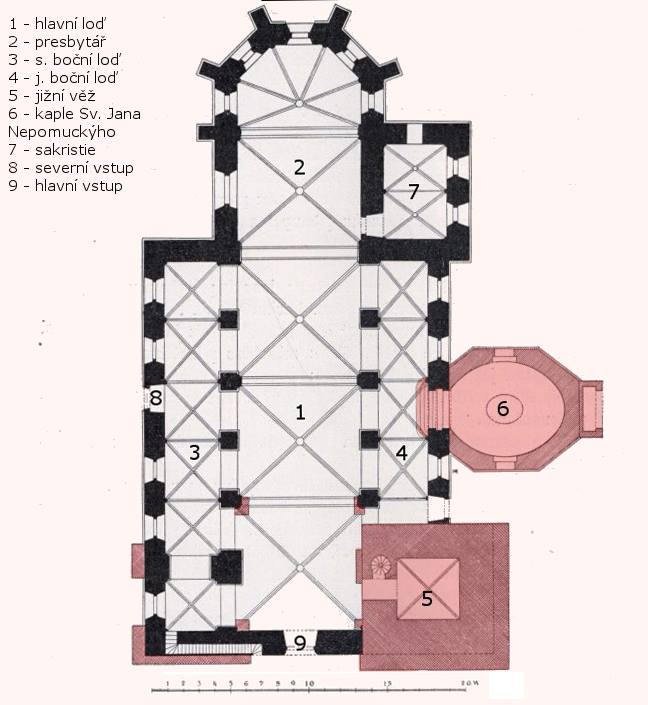
Půdorys kostela

## Zajímavosti
- Původní hlavní portál na severní straně je poměrně nezvyklá záležitost. Jeho vznik může být zapříčiněn umístěním chrámu do nejvyššího bodu obklopeného hradbami. Kostel byl v těchto místech rovnoběžný s hradbami a nejlepší přístupová cesta, která byla přímo z Alšova náměstí k severní straně kostela, je dobře patrná ještě dnes.
- Během celé historie stavby se nacházely vstupní portály ze všech stran kostela. Dokonce vznikl i vstupní portál přímo do presbytáře, který byl roku 2001 zazděn. Jižní vstup byl zazděn o dva roky dříve.
- Věžní hodiny mají z úsporných důvodů prohozeny velikosti rafiček. Velká ukazuje hodiny a malá minuty.